# نبرد استخر (۶۵۳–۶۵۰)
نبرد استخر نبردی از سال ۶۵۰ تا ۶۵۳ میلادی در استخر میان اعراب و ایرانیان در جریان حمله اعراب به ایران بود. در سال ۶۵۰/۱، یزدگرد سوم امپراتور ساسانی به استخر رفت و با برگزیدن آن به عنوان پایتخت جدید ساسانی، سعی در ایجاد مقاومت سازمان‌یافته در برابر اعراب داشت. او پس از مدتی به گور رفت، اما استخر نتوانست مقاومت جدی نشان دهد و به زودی مورد حمله اعراب قرار گرفت و طی آن بیش از ۴۰٬۰۰۰ ایرانی کشته شدند. اعراب سپس گور، بیشاپور و سیراف را به سرعت به تصرف خود درآوردند و یزدگرد نیز به کرمان گریخت. بدین ترتیب فتح پارس توسط مسلمانان پایان یافت اما بعداً ساکنان آن چندین بار علیه اعراب قیام کردند.